# 大耳菊头蝠
大耳菊头蝠（学名：Rhinolophus macrotis）为菊头蝠科菊头蝠属的动物。在中国大陆，分布于江西、广西、陕西、贵州、云南、四川、福建、浙江等地，多生活于岩洞。该物种的模式产地在尼泊尔。

## 亚种
- 大耳菊头蝠福建亚种（学名：Rhinolophus macrotis caldwelli），G. Allen于1923年命名。在中国大陆，分布于广西、福建等地。该物种的模式产地在福建。[2]
- 大耳菊头蝠四川亚种（学名：Rhinolophus macrotis episcopus），G. Allen于1923年命名。在中国大陆，分布于四川等地。该物种的模式产地在四川万县。[3]